# Jaskinia na Łączkach
Jaskinia na Łączkach – jaskinia w dolnej części Doliny Będkowskiej na Wyżynie Krakowsko-Częstochowskiej. Znajduje się w Łączkach Kobylańskich będących częścią wsi Kobylany w województwie małopolskim, w  powiecie krakowskim, w gminie Zabierzów.

## Opis jaskini
Jaskinia znajduje się w górnej części Rusnej Skały (Ruskiej Skały), w porośniętym lasem wzniesieniu Kobylskie Góry. Główny, soczewkowaty otwór znajduje się na pionowym pęknięciu skały o wysokości 5 m na południowo-wschodniej stronie skalnych ścian. 2 m wyżej jest otwór środkowy. Jest jeszcze otwór górny, od którego do jaskini po skalnych progach opada studnia. Zwiedzanie jaskini jest trudne; bardzo przydatne jest użycie liny do pokonania przewieszonego progu o wysokości 3,5 m. Do jaskini można się też dostać 10-metrowym zjazdem na linie z górnego otworu. Wejście otworem środkowym jest uciążliwe, gdyż wymaga pokonania zacisku.
Jaskinia powstała w późnojurajskich wapieniach skalistych wskutek zapadnięcia się wielkiego skalnego bloku do znajdującej się pod nim próżni skalnej. Na jej skałach brak śladów erozji i nacieków. Namulisko o dużej miąższości, złożone z dużej ilości gruzu, większych bloków skalnych, iłu, oraz śmieci, które od dawna wrzucano do jaskini. Są w nim również współczesne szczątki kostne, gdyż do jaskini wrzucana jest padlina.
Jaskinia jest mocno przewiewna. Ma mikroklimat nieco różniący się od zewnętrznego. Zimą wymarza, a śnieg utrzymuje się w niej dłużej niż na zewnątrz. Latem z jaskini wydobywa się zimne powietrze. Jest w większości widna, ciemne są tylko jej najdalej od otworów znajdujące się zaułki. Przy otworach rozwijają się mchy, nieco dalej na ścianach glony.

## Historia poznania i dokumentacji
Jaskinia znana była od dawna. Po raz pierwszy wzmiankował ją w 1880 r.  Gotfryd Ossowski, który na jej dnie znalazł kości. Pierwszy opis jaskini sporządził Kazimierz Kowalski w 1951 r. W czasie II wojny światowej okresowo chronili się w niej okoliczni mieszkańcy. R. Stachnik podczas eksploracji jaskini w 1991 r. znalazł w niej ludzkie szczątki kostne oraz rączkę do czytania Tory. Aktualną dokumentację sporządził A. Górny w sierpniu 2009 r. Plan opracował M. Czepiel.

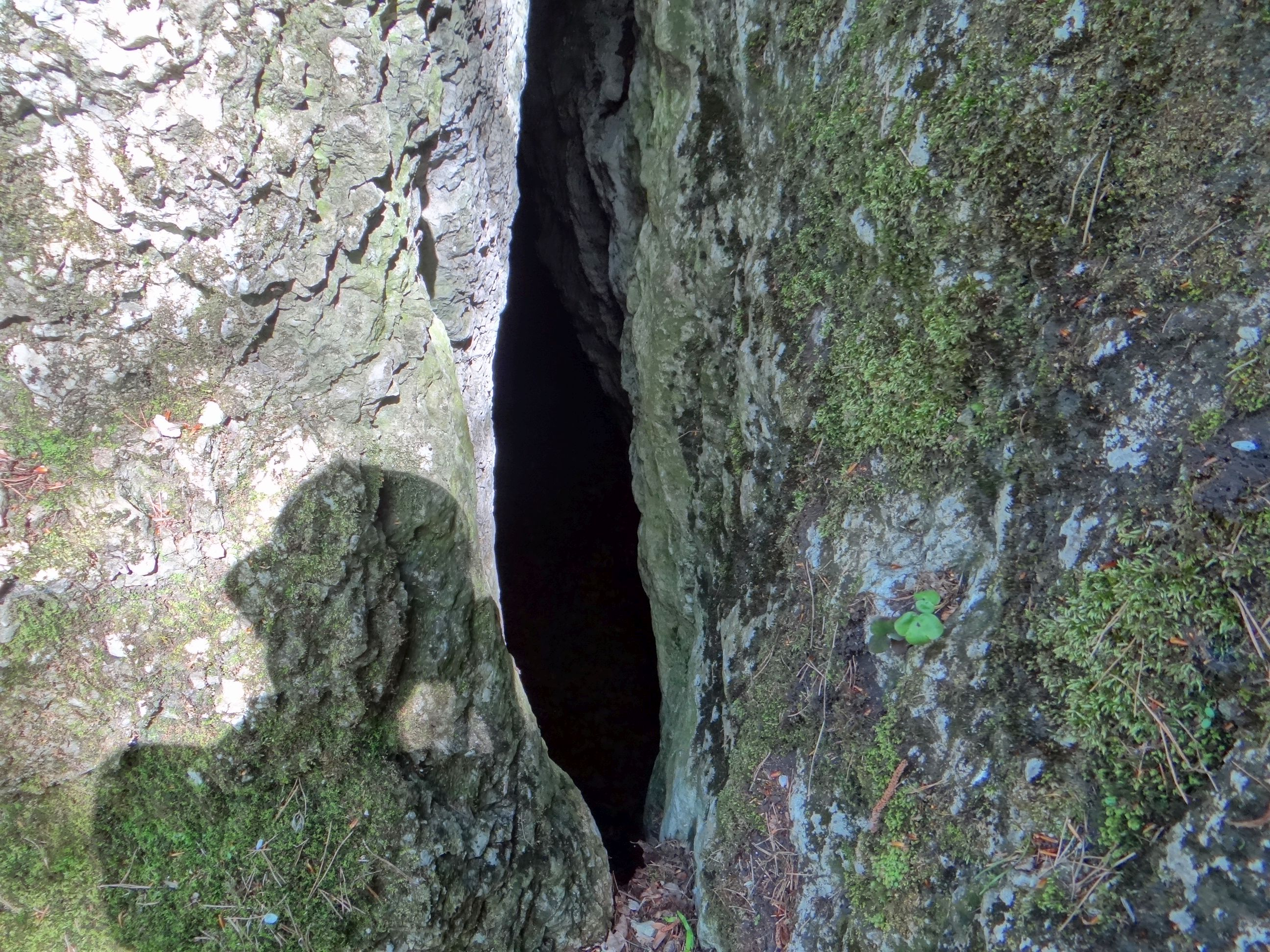
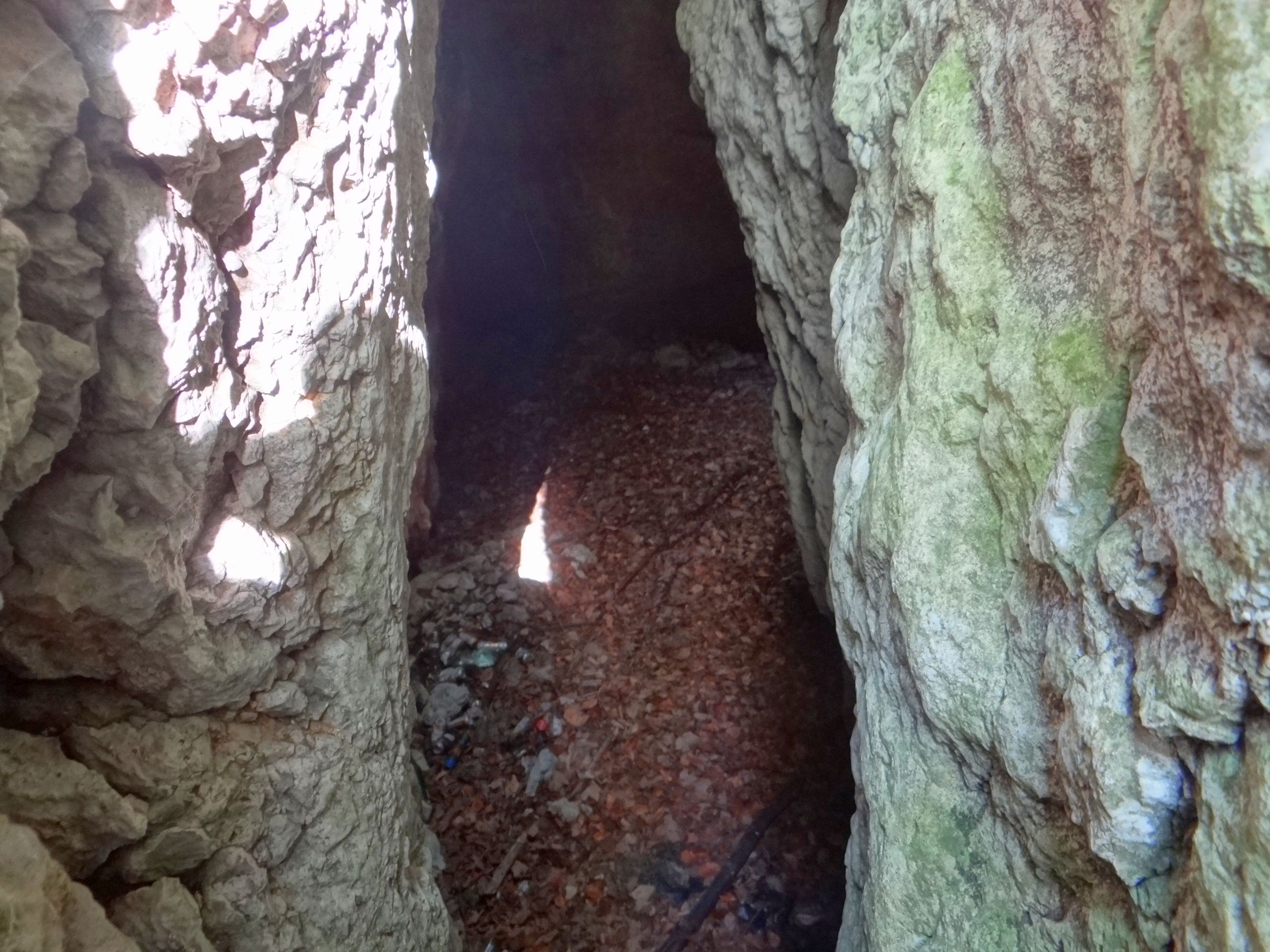
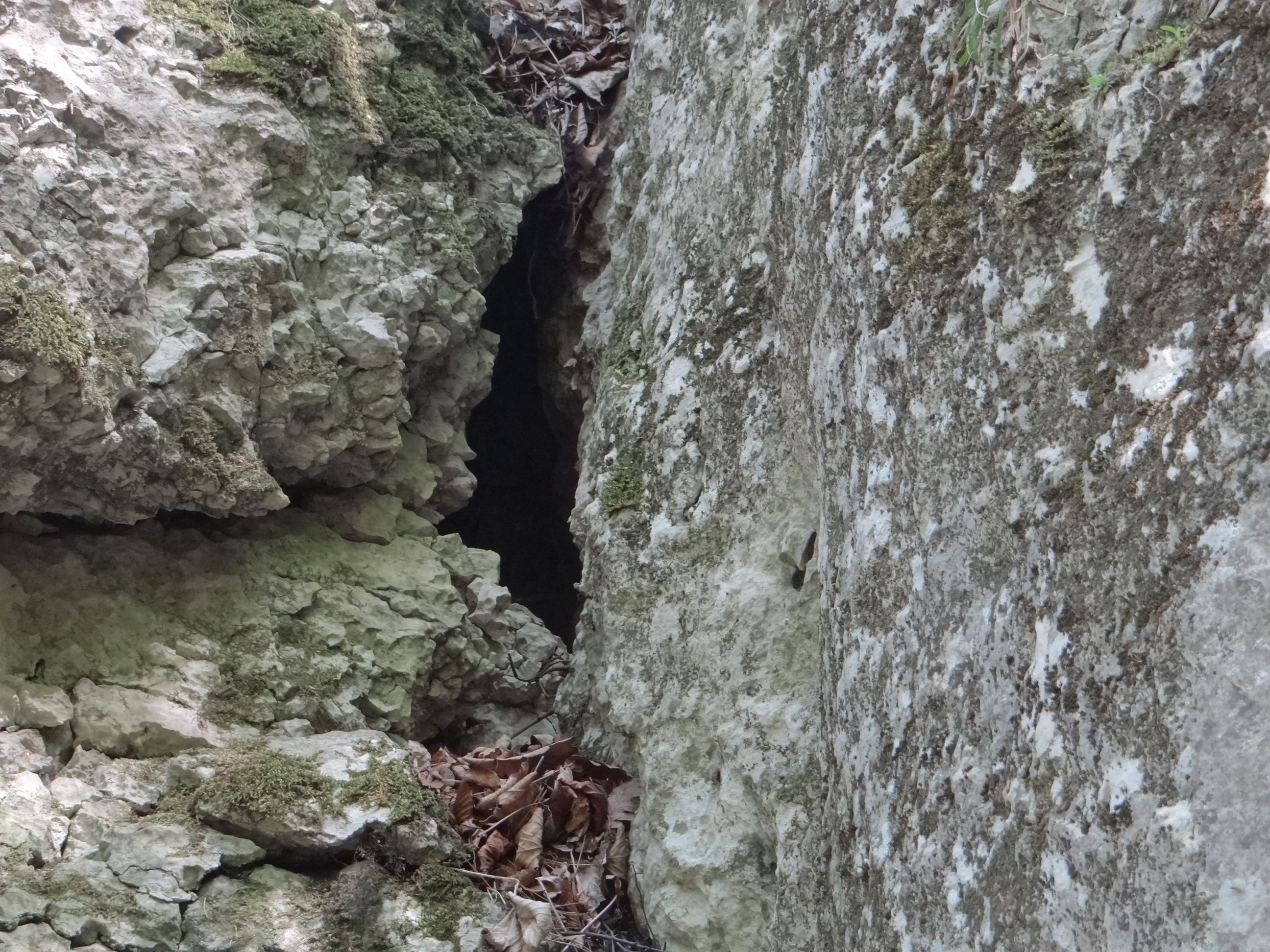

W wapiennych skałach wzniesienia Kobylskich Gór jest jeszcze kilka innych jaskiń: Jaskinia na Łączkach Górna, Lej na Łączkach, Schronisko nad Jaskinią na Łączkach. 